# Carl Røgind
Carl Frederik Lobech Røgind (født 16. juli 1871 i Randers, død 19. november 1933 i København) var en dansk tegner. 
Carl Røgind tegnede blandt andet til Ravnen samt tegnede humoristiske og satiriske tegninger til danske og udenlandske blade som Puk, Klods-Hans, Fluen, Jakel, Blæksprutten, Puck (Stockholm) og Nagels lustige Welt (Berlin). Han tegnede flere jule- og nytårskort for Alex Vincents Forlag.